# Бібліотека історичної прози
«Бібліотека історичної прози» — книжкова серія, яка випускалась видавництвом «Дніпро» в Українській РСР та Україні упродовж 1988—1991.
У межах серії були видані українською мовою історичні романи, повісті та оповідання українських та іноземних авторів.
Книги серії випускались у форматах 70×108/32 (130×165 мм) та 84×108/32 (130×200 мм).
Редакційну колегію серії очолював Юрій Мушкетик. До складу колегії входили Віталій Дончик, Юрій Дяченко, Павло Загребельний, Роман Іваничук, Тарас Сергійчук, Валерій Смолій та Кіра Шахова.

## Видання серії

### 1988
- Йокаї М. Сини людини з кам'яним серцем / Пер. з угор. К. А. Бібикова, О. Барана; передм. К. О. Шахової; худож.: В. М. Дозорець, І. Г. Динник. — 488 с. — ??? прим. — ISBN 5-308-00198-7.
- Досжанов Д.[ru]. Шовковий шлях / Пер. з каз. М. Бойка, В. Грибенка; худож.: В. М. Дозорець, І. Г. Динник. — 365 с. — ??? прим. — ISBN 5-308-00244-4.
- Кросс Я. Імператорський божевілець / Пер. з ест. О. С. Завгороднього; вступ. ст. Я. Кросса; післямова С. Г. Ісакова[ru]; худож.: В. М. Дозорець, І. Г. Динник. — 410 с. — ??? прим. — ISBN 5-308-00155-3.
- Рагімов С.[ru]. Шамо / Пер. з азербайдж. В. І. Ціпка; худож. О. О. Стеценко. — 592 с. — ??? прим. — ISBN 5-308-00156-1.
- Тулуб З. П. Людолови / Худож.: В. М. Дозорець, І. Г. Динник. — Т. 1. — 470 с. — ??? прим. — ISBN 5-308-00242-8.; Т. 2. — 571 с. — ??? прим. — ISBN 5-308-00243-6

### 1989
- Глухенький М. Г. Коліївщина. — 393 с. — 65 000 прим. — ISBN 5-308-00338-6.
- Чайковський А. Я. Сагайдачний / Упоряд., післямова, прим. В. В. Яременка; худож.: В. М. Дозорець, І. Г. Динник. — 589 с. — 100 000 прим. — ISBN 5-308-00313-0.
- Опільський Ю. Золотий лев / Упоряд., післям. Р. Т. Гром'яка; худож. В. М. Дозорець, І. Г. Динник. — 414 с. — 300 000 прим. — ISBN 5-308-00312-2.
- Шамякін І. П. Петроград — Брест / Пер. з білорус. Г. Г. Кулинича; післям. Л. Польового; худож.: В. М. Дозорець, І. Г. Динник. — 462 с. — ??? прим. — ISBN 5-308-00277-0.

### 1990
- Чемерис В. Л. Ольвія / Худож. І. Г. Динник. — 478 с. — ??? прим. — ISBN 5-308-00596-6.
- Хоткевич Г. М. Авірон. Довбуш. Оповідання / Упоряд., післям., прим. Ф. П. Погребенника; худож. Г. В. Якутович. — 559 с. — 360 000 прим. — ISBN 5-308-00575-3.
- Гриневичева К. Шестикрилець. Шоломи в сонці / Упоряд., післям., прим. О. В. Мишанича; худож. І. Г. Динник. — 341 с. — 150 000 прим. — ISBN 5-308-00574-5.
- Друце Й. П. Білий храм / Пер. з молд. В. Я. П'янова; худож. І. Г. Динник. — 422 с. — ??? прим. — ISBN 5-308-00706-3.
- Іванов В. Д.[ru]. Русь первозданна[ru] / Пер. з рос. О. Стаєцького; худож. І. Г. Динник. — 799 с. — ??? прим.
- Мушкетик Ю. М. Яса. — 830 с. — ??? прим.

### 1991
- Панч П. Й. Гомоніла Україна / Худож. В. І. Лопата. — 523 с. — 50 000 прим. — ISBN 5-308-01085-4.
- Кащенко А. Ф. Зруйноване гніздо / Упоряд., післям., прим. В. Г. Бєляєва; худож. Ю. Г. Новіков. — 647 с. — 250 000 прим. — ISBN 5-308-01069-2.
- Нечуй-Левицький І. С. Князь Єремія Вишневецький. Гетьман Іван Виговський / Упоряд., післям., прим. Р. С. Міщука; худож. Г. С. Зубковський. — 511 с. — 100 000 прим. — ISBN 5-308-01044-7.
- Королева Н. А. Предок. Легенди Старокиївські / Післямова, прим. О. В. Мишанича; худож. О. І. Хорунжий. — 668 с. — ??? прим. — ISBN 5-308-01047-1.
- Березиков Є. Ю. Червона Бухара / Пер. з рос. І. В. Малиновського, Ю. В. Небагатова. — 478 с. — 30 000 прим. — ISBN 5-308-00953-8.
- Гусейнов Ч.[ru]. Фатальний Фаталі. — 460 с. — ??? прим.
- Шукшин В. М. Я прийшов дати вам волю[ru] / Пер. з рос. Г. Колесника. — 411 с. — ??? прим.
- Хижняк А. Ф. Данило Галицький. — 573 с. — 30 000 прим. — ISBN 5-308-01265-2.